# Opuntia streptacantha
Opuntia streptacantha là một loài thực vật có hoa trong họ Cactaceae. Loài này được Lem. mô tả khoa học đầu tiên năm 1839.

## Liên kết ngoài

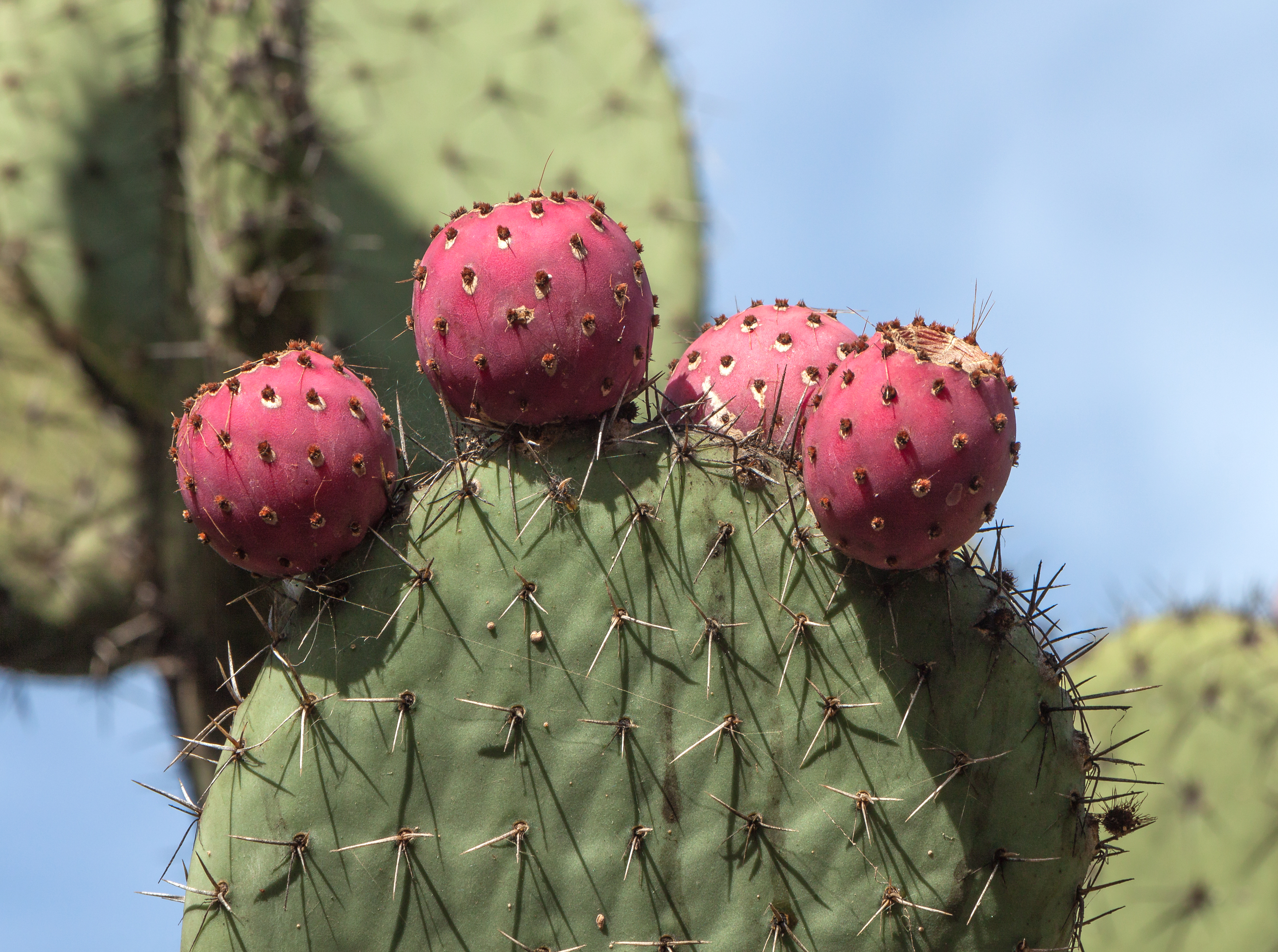